# Gestreepte koekoek
De gestreepte koekoek (Tapera naevia) is een vogel uit de familie Cuculidae (Koekoeken).

## Verspreiding en leefgebied
Deze monotypische soort komt voor van zuidelijk Mexico tot noordelijk Argentinië.

## Status
De grootte van de populatie is in 2019 geschat op 0,5-5 miljoen volwassen vogels. Op de Rode lijst van de IUCN heeft deze soort de status niet bedreigd.  